# Fundación Aérea de la Comunidad Valenciana (FACV)

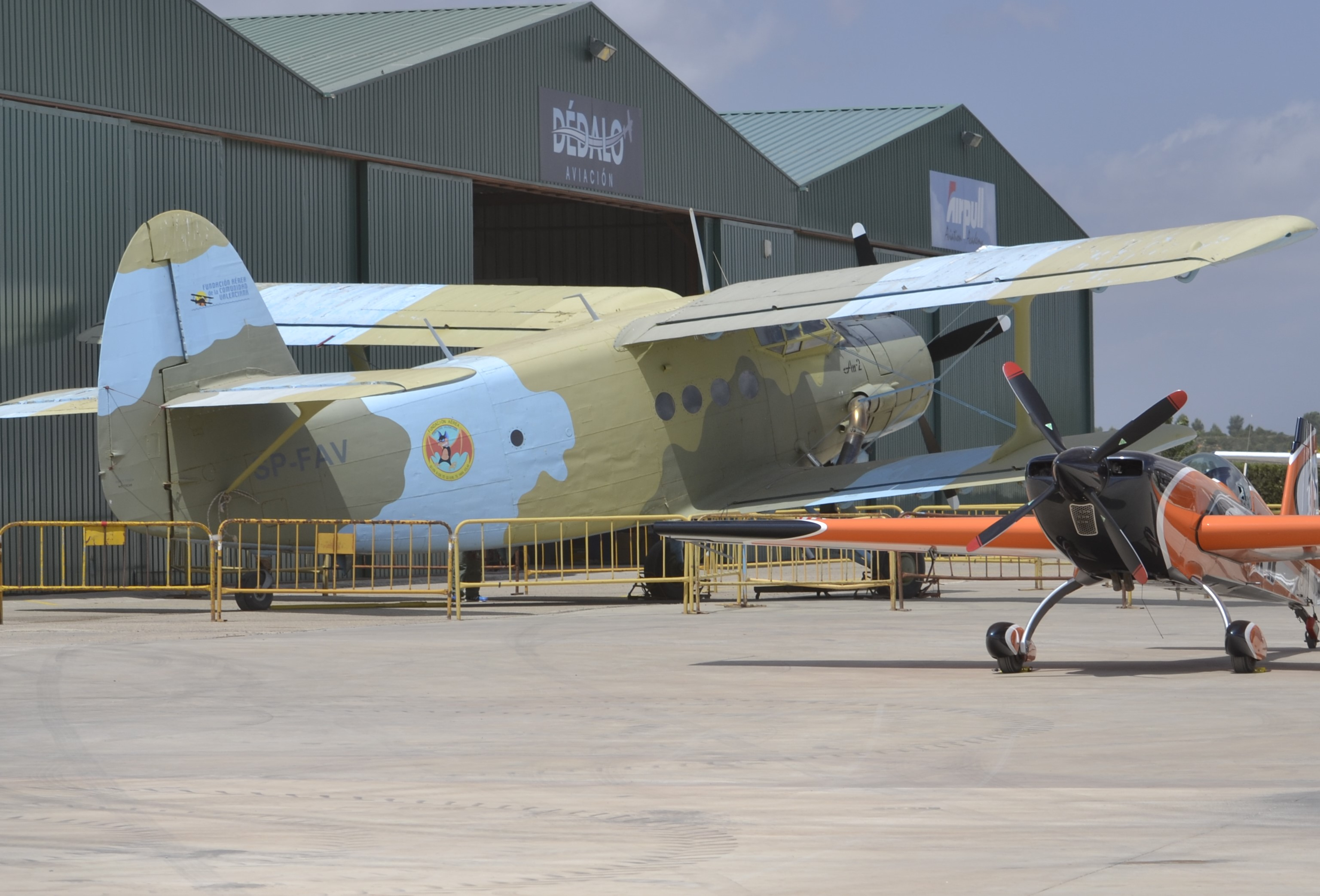
Antonov An-2R, matrícula SP-FAV, de la FACV

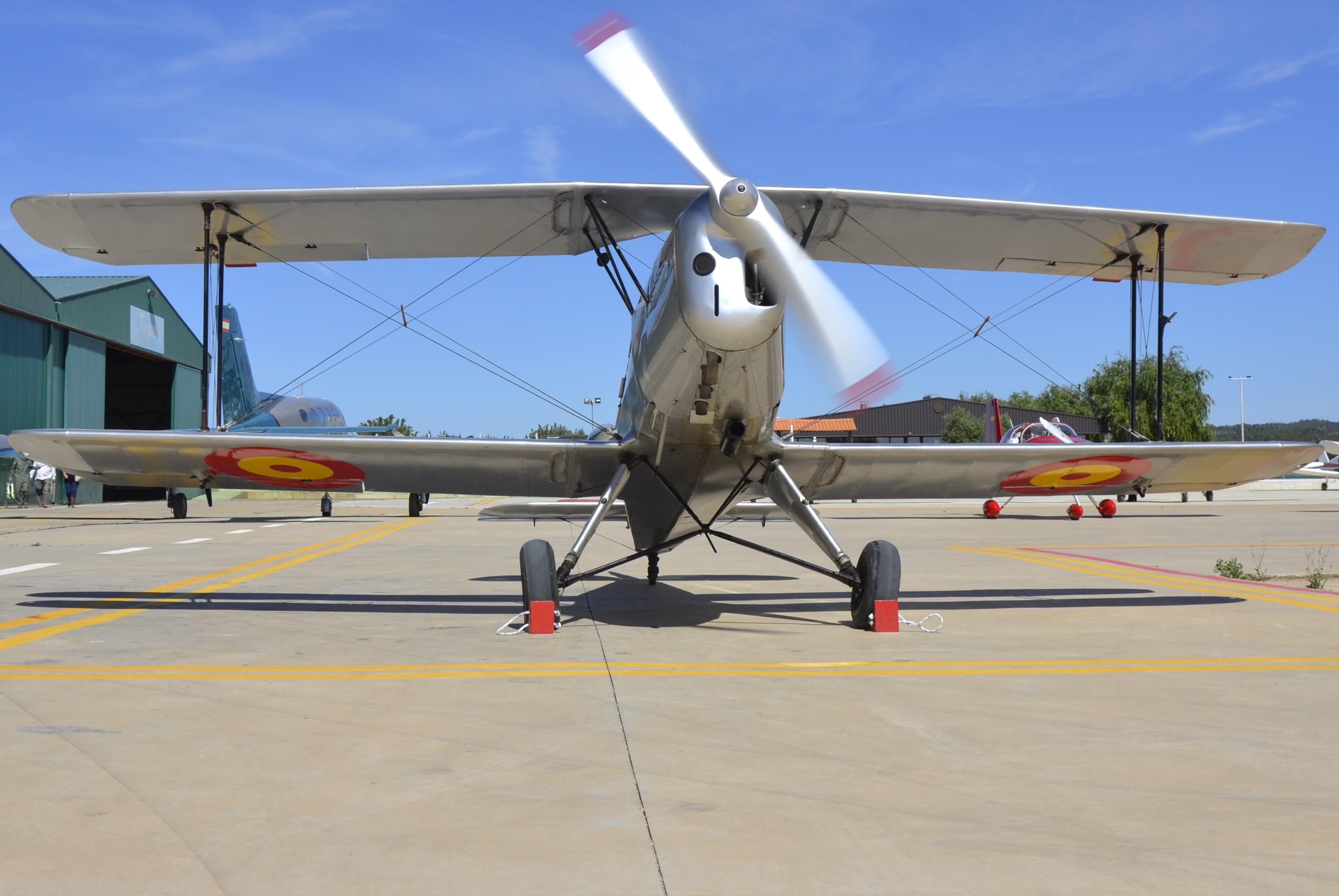
CASA C-1131E (Bücker Bü 131), matrícula EC-GIS, de la FACV

La Fundación Aérea de la Comunidad Valencia, conocida también por sus siglas FACV, es una fundación cultural privada sin ánimo de lucro creada en 2003 para la investigación, docencia, custodia, conservación de materiales y divulgación aeronáutica ubicada en el Aeródromo de Requena.
Desde 2005 elabora una serie de conferencias mensuales sobre temas aeronáuticos con la asistencia de diversas autoridades en la materia. Por otro lado, organiza una exhibición y visita guiada en su hangar en el Aeródromo de Requena, un sábado por la mañana al mes. En dichas demostraciones es posible tomar contacto directo con las aeronaves y poder observar los procesos de preparación de los posteriores vuelos de exhibición de algunas de sus aeronaves.
Ha sido premiada con el "Diplôme d'Honneur" de la Federación Aeronáutica Internacional (FAI) en 2010, el Premio del Ejército del Aire en la categoría de “Promoción de la Cultura Aeronáutica” en 2018 y Premio "Martín Porta" a la recuperación y preservación del Patrimonio Aeronáutico en 2019.

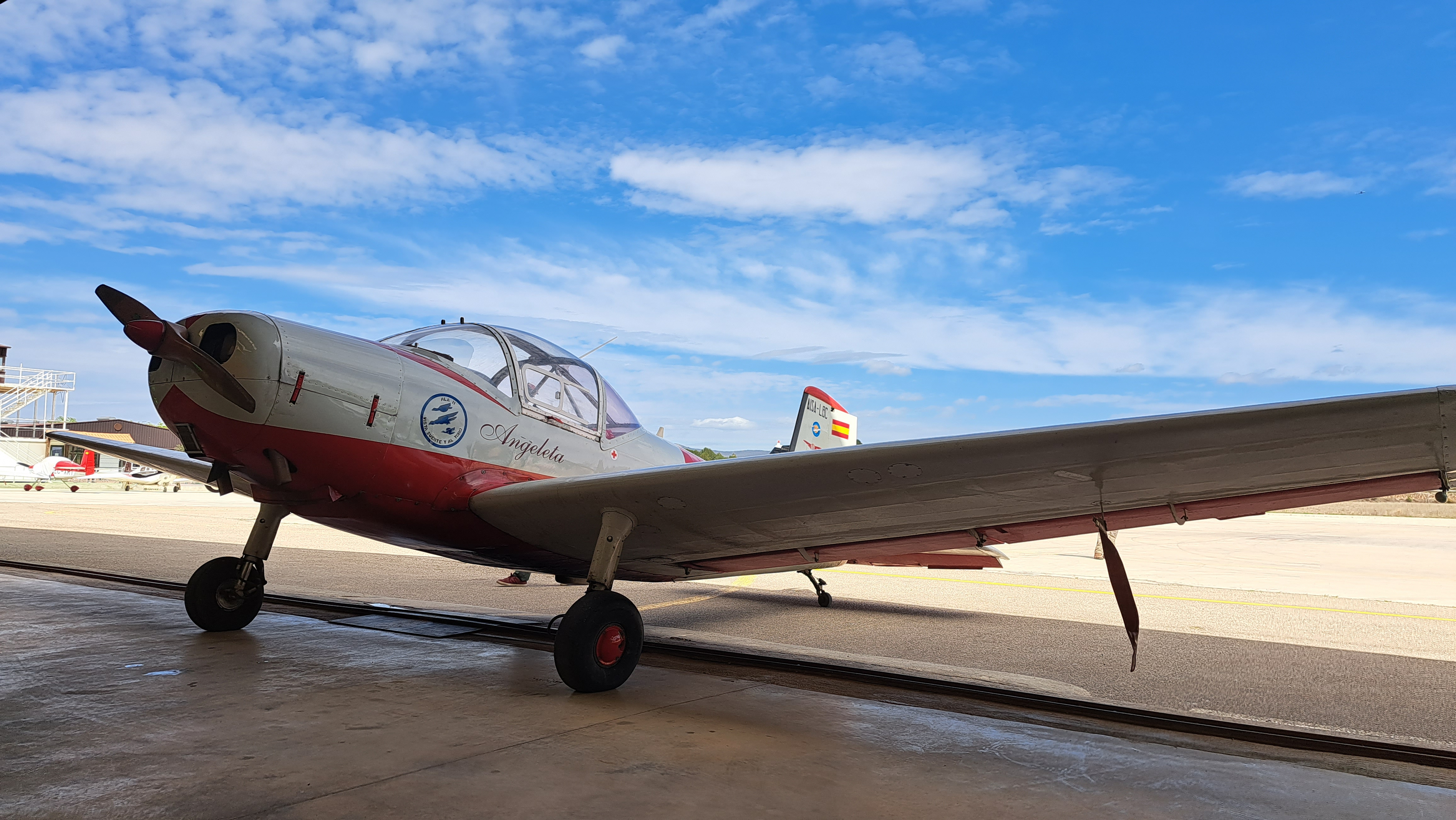
AISA-11B, matrícula EC-BUB, de la FACV

## Objetivos
Los objetivos de Fundación Aérea de la Comunidad Valencia son:
- Divulgar la cultura, la ciencia, la técnica y la historia aeronáutica.
- Proporcionar un mantenimiento adecuado de todo el material recogido que permita su exhibición, ya sea en exposición estática o en vuelo.
- Relacionarse con las Administraciones públicas, entidades u otras fundaciones similares, a fin de sumar esfuerzos en la recuperación de aviones históricos de nuestro país.

Para conseguir dichos objetivos esta fundación desarrolla una serie de actividades:
- Restauración y mantenimiento de aeronaves.
- Formación.
- Conferencias y divulgación aeronáutica.
- Colaboración con la industria aeronáutica.
- Exhibiciones aéreas.
- Visitas de grupos.

## Aeronaves
- Aisa I-11B Vespa
- Antonov An-2
- Aerodifusión-Jodel D-1190.S Compostela
- Blériot XI
- Bücker Bü 131 Jungmann (CASA C-1131E)
- DFS 108-14 Schulgleiter
- Dornier Do 27 (CASA C-127)
- LET L-13 Blaník
- PZL SZD-30 Pirat
- Scheibe Spatz L-Spatz 55

## Publicaciones
Con el fin de impulsar la divulgación de la cultura aeronáutica, la Fundación Aérea de la Comunidad Valenciana puso en marcha en 2012 un Departamento de Publicaciones, editando una serie de libros bajo el nombre de Libros para Aerotranstornados:
- Oller, Julián (2012). Salvador Hedilla, una vida apasionada. Obra Propia S.L. ISBN: 978‐84‐15671‐17‐6
- Oller, Julián (2013). Vultee V‐1A: un avión español construido en California. Obra Propia S.L. ISBN: 978-84-15845-00-3
- Oller, Julián (2014). Bâzu, un príncipe legendario. Fundación Aérea de la Comunidad Valenciana. ISBN: 978‐84‐617‐2410‐9
- Oller, Julián (2016). Los aviones de Carl C. Bücker. Fundación Aérea de la Comunidad Valenciana. ISBN: 978‐84‐617‐4693‐4
- Oller, Julián (2021). Dornier Wal (Vol. I y II). Fundación Aérea de la Comunidad Valenciana. ISBN: 978-84-09-31310-5